# Martín von Hildebrand

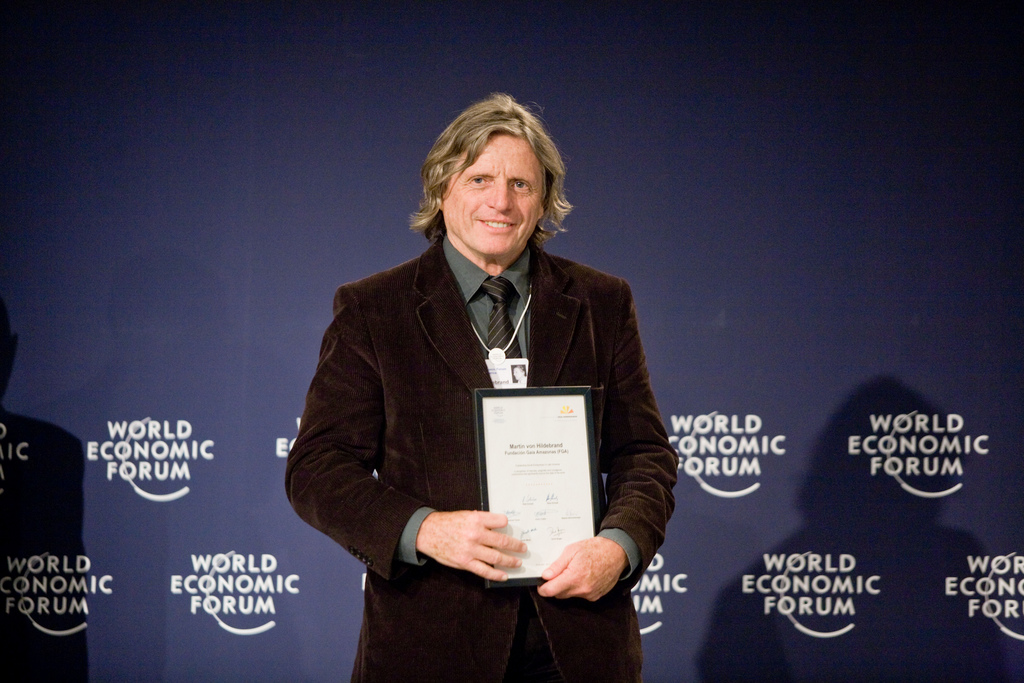
Martín von Hildebrand (Rio de Janeiro, 2009)

Martín von Hildebrand (* 26. Januar 1943 in New York) ist Ethnologe und einer der führenden Köpfe bei der Durchsetzung indigener Rechte in Kolumbien und in ganz Südamerika. Dabei konnte er als Leiter der kolumbianischen Indianerbehörde durchsetzen, dass 246.000 km² der traditionellen Territorien der Indigenen im Regenwaldgebiet zurückgegeben wurden. Auf diesem Erfolg aufbauend etablierte er weitere Programme. Darüber hinaus war er Gründungsdirektor der Fundación Gaia Amazonas.

## Leben und Werk
Martín von Hildebrand wurde 1943 als Sohn von Franz von Hildebrand und der Irin Deirdre Mulcahy geboren. Damit war er über seinen Vater ein Enkel des Philosophen Dietrich von Hildebrand, der nach Hitlers Machtergreifung 1933 aus Deutschland fliehen musste, dann als Professor nach Wien berufen wurde und von dort nach dem Anschluss 1938 unter Lebensgefahr neuerlich emigrierte. Franz von Hildebrand wurde ebenfalls von den Nationalsozialisten gezwungen, das Land 1938 zu verlassen und ging in die USA, von wo er gemeinsam mit seiner Frau politischen Flüchtlingen und Juden zur Flucht verhalf. Franz von Hildebrand lernte Mario Laserna aus Kolumbien kennen, der eine Hochschule gründen wollte. Er und seine Frau wurden 1949 nach Bogotá berufen, um die Universidad de los Andes zu gründen, die erste kolumbianische Privatuniversität.
Martin von Hildebrand studierte am örtlichen Lycée Français, dann Soziologie und Archäologie in Dublin. Dort schloss er 1968 sein Studium ab.
Ein viermonatiger Aufenthalt unter Indiogruppen im Jahr 1970 und weitere in den folgenden Jahren, insbesondere unter Tanimuca und Letuama (Sprache: Tanimuca-Retuarã) im Regenwald des Amazonas, im Süden Kolumbiens, veranlasste ihn, sich für ihre Rechte und ihre Kultur einzusetzen, die durch Gummiunternehmer bedroht war. Dabei befasste er sich mit ihrer Kosmologie und ihren traditionellen Praktiken, mit denen sie ihre natürliche Umgebung schützten. Dies wurde ihnen umso mehr erschwert, je mehr koloniale und ökonomische Kräfte auf sie einwirkten. Letztere wurden durch Rohstoffexploration, etwa nach Öl und Gummi ausgelöst, aber auch nach Gold wurde gesucht und Coca angebaut. Dabei drohten die Indigenen ihre Rechte an ihrem Land durch geschaffene Tatsachen zu verlieren, und durch gewaltsame Übergriffe, die bis heute andauern.
Hildebrand gründete 1972 den Amazonaszweig des kolumbianischen Anthropologischen Instituts. Dadurch brachte er Biologen, Ärzte und Lehrer, Rechtsanwälte und Anthropologen bzw. Ethnologen zusammen, die darin ausgebildet waren, den Indigenen die Möglichkeit zu geben, ihre Entfaltung wieder selbst und nach den Kriterien ihrer eigenen Kulturen in die Hand zu nehmen. Sie erhielten Zugang zu entsprechenden Informationen und den Rechtsrahmen, um strittige Fragen anzugehen. Hildebrand selbst setzte sich mit Unterstützung der Indios für die juristische Durchsetzung ihres Anspruchs auf ihre traditionellen Territorien durch. 1979 ging er für kurze Zeit an die Pariser Sorbonne, um seine Dissertation in Ethnologie abzuschließen. Daraufhin kehrte er zurück und arbeitete mit dem Bildungsministerium an einem Projekt zur Bildung der Indigenen zusammen.
1986 wurde er selbst zum Vorsitzenden der Indigenenbehörde und Ratgeber des Präsidenten Virgilio Barco Vargas. Mit seiner Unterstützung konnte 1989 das Übereinkommen über eingeborene und in Stämmen lebende Völker in unabhängigen Ländern durchgesetzt werden, das Teil der Verfassung wurde. Zwischen 1986 und 1990 erkannte die Regierung über 200.000 km² Regenwaldgebiet in der Amazonasregion als kollektive indigene Territorien (resguardos) an, die den Status einer Gemeinde haben. Zudem wurde eine eigene Kommission für Indianerangelegenheiten und eine für Umweltangelegenheiten eingerichtet.
Für Hildebrand war die Einrichtung der Territorien jedoch erst der Anfang eines langen Prozesses. Er verließ die Regierung und gründete ein Netzwerk von Nichtregierungsorganisationen, eine Stiftung namens Fundación Gaia Amazonas. auf, das sich um neue Wege des Umweltschutzes in Zusammenarbeit mit indigenen Gruppen bemüht. Unterstützt wird das Programm von der World Commission on Forest and Sustainable Development, von der Europäischen Kommission und den Regierungen von Dänemark, der Niederlande, Österreichs und Schwedens. Um die engen staatlichen Grenzen im Rahmen des Amazonasgebiets zu überwinden, gründete er eine staatenübergreifende Initiative, die CANOA heißt. Sie arbeitet für den Schutz der Wälder in Kolumbien, Brasilien und Venezuela. Mittel aus dem Programm reducing emissions from deforestation and forest degradation in developing countries (REDD) würden, wenn es beschlossen würde, für einen geldlichen Ausgleich sorgen. Dabei betrachten die Indigenen die Wälder nicht nur als CO2-Senken oder als Garanten der Biodiversität, sondern als Gebiete, in denen Schamanen Energieverläufe beeinflussen und heilen, und die unter Umständen vollkommen menschlichem Zugriff entzogen werden müssen.
Über die Anerkennung und die selbstständige Regierung über ihre Territorien hinaus verfolgt von Hildebrand das Ziel, die indigenen Kulturtechniken und -fertigkeiten, wie etwa bestimmte Formen des Unterrichts und der Einweisung, Wege schamanischer Heilung, Rechtsprechung nach eigener Tradition, Priestertum, Hebammen anerkennen zu lassen. Danach können sie, wie die Tätigkeiten ihrer nicht-indigenen Kollegen auch, vom Staat bezahlt werden. Ähnlich wie die Bergbauern im alpinen Bereich, müssten sie für die Pflege und den Erhalt des Regenwaldes honoriert werden. Ökologische Projekte müssen dabei überwacht werden, um Korruption zu verhindern, gleichzeitig dürfen Gelder immer nur in Projekte fließen, nie an Einzelpersonen, um sowohl auf Regierungsseite, als auch auf Seiten der Indianer Korruption den Boden zu entziehen.
Hildebrand selbst beschrieb 2010 die Veränderungen seit seinem ersten Besuch im Jahr 1970. Demnach fand er folgende Situation vor: Die meisten Kinder gingen in Missionsschulen, die ihnen beibrachten, nicht Indianer zu sein. Ihre Sprache und Religion, die Speisen, alles war falsch. Alles würde richtig, wenn sie würden wie die Weißen. Der erste Schritt zur Veränderung war der Besitz des Landes, dann folgte die Selbstbestimmung bei Gesundheitspflege, Bildung und Landmanagement. Im nächsten Schritt wurden Menschen beruflich beschäftigt, die nun ein Einkommen hatten, ihr eigenes Haus, Transportmittel oder Lebensmittel. Sie stellten Untersuchungen zur eigenen Kultur an, befragten wieder die Alten, deren Wissen wieder zu ihrer Lebensrealität passte, wanderten nicht mehr in die Städte ab, viele kehrten zurück. Die Jungen begannen mit diesem Wissen – z. B. indem sie genaue Karten über ihr Gebiet mit den Arten der Nutzung und den richtigen Zeiten, dem Alter der Nutzer und dem Geschlecht – aus einer Position überlegener Kenntnisse mit der Regierung zu verhandeln. Ihr Stolz auf ihr Wissen und ihre Fertigkeiten nahm zu. Gleichzeitig zeigte sich, dass die indigenen Heilmethoden überaus wirksam sind, so dass sich die Gesundheitskosten mehr als halbiert haben. Die staatlichen Kosten wurden einerseits dadurch erheblich reduziert, andererseits kommt die Stabilität der Gemeinden in einem Land, in dem Kämpfe zwischen Guerillas und Militär, Drogenbanden und Paramilitärs an der Tagesordnung sind, der staatlichen Stabilität zugute. Diese beruht auf der Verfassung von 1991 und starken Gerichten. 2008 wurde ein Waldgesetz abgewehrt, weil es der Verfassung widersprach, die Indigenen Mitspracherechte einräumte, wie allen Gruppen. Ähnlich erging es Goldprospektoren, die glaubten, ohne das Einverständnis der Indigenen auskommen zu können.
1999 erhielt Hildebrands Projekt COAMA den Alternativen Nobelpreis, in Kolumbien den nationalen Preis für Umweltschutz. 2004 wurde er Offizial im niederländischen Orden der Goldenen Arche, im selben Jahr erhielt er den Ökologiepreis Simón Rodríguez. 2009 erhielt er in Oxford den Skoll-Preis für Soziales Unternehmertum für seine Gaia-Stiftung.

## Veröffentlichungen (Auswahl)
- Origen del Mundo segun los Ufaina. In: Revista Colombiana de Anthropologia. Band 17, 1975, S. 321–381
- zusammen mit A. Andrade, Y. Campos: Archaeology and Ethnology of the Sierra Nevada de Santa Marta, Bericht für das Programm für Ökoentwicklung der Sierra Nevada de Santa Marta, Bogotá 1982.
- The Indians' Problem is White. In: EFETECE. Bogotá 1983.
- Education and Research. In: Indian Communities, Science & Technology Magazine. Band 3, Nr. 4, 1984.
- Notas etnográficas sobre el cosmos Ufaina y su relación con la maloca. In: Maguare. Band 2, 1984, S. 83–84 (Bogotá: Universidad Nacional).
- An Amazonian Tribe's View of Cosmology. In: Peter Bunyard und Edward Goldsmith (Hrsg.): Gaia, the Thesis, the Mechanism and the Implications. Wadebridge Ecological Centre, Wadebridge, Cornwall, 1988, S. 206–236.
- Teachings of the Ash people of the Amazon forest. Die Lehren des Aschenvolkes des Amazonas-Regenwaldes. Naturschutzbund Steiermark 2004, S. 221–231.